# Gonzalo de Baena
Gonzalo de Baena, en ortografía arcaica, Gonçalo de Vaena, (¿Sevilla?, c. 1476/1480 - ¿Lisboa?, desp. 1540) fue un músico, compositor e instructor de música del Renacimiento de origen español, pero que realizó la mayoría de su actividad musical en Portugal, en la corte de los reyes Manuel I y Juan III.

## Biografía
Gonzalo de Baena procedía de una familia de músicos de Sevilla, formada por el «tañedor de vihuela» Alonso de Baena y sus hijos Gonzalo, Francisco y Diego. Es de suponer que Gonzalo nació en Sevilla entre 1476 y 1480. Se formó musicalmente en Castilla. Es posible que los hermanos Baena sirviesen como músicos en la corte de los Reyes Católicos entre 1496 y 1500.
En los primeros años del siglo XVI se trasladó a Portugal, donde finalmente entró al servicio de la corte portuguesa, reinando Manuel I y su esposa castellana, María de Aragón. Se le menciona como tal en un documento de 1508.
En 1536, trabajando como músico de cámara para el rey Juan III de Portugal, obtuvo el privilegio real para la publicación de su obra magna, un libro de instrucción musical titulado Arte nouamente inuentada para aprender a tãger o simplemente, Arte de tanger. Su publicación no se completó en Lisboa hasta 1540, teniendo el autor sesenta años.
Tuvo al menos un hijo, Antonio de Baena, que, como él, también fue músico y compositor al servicio de Juan III de Portugal. En su Arte de tanger, Gonzalo de Baena incluyó varias de las obras de su hijo, Antonio.
Debió fallecer en algún momento posterior a 1540 en Lisboa.

## Arte de tanger
El Arte nouamente inuentada para aprender a tãger es una obra musical didáctica cuya finalidad, según palabras del propio autor, era «enseñar a tocar el instrumento de teclado sin necesidad de maestro» mediante un sencillo sistema basado en tablatura. Esta obra es la fuente impresa más antigua dedicada a la música para instrumentos de tecla de la Península ibérica. Los instrumentos a los que se refiere directamente Baena son el manicordio, que era un tipo de clavicordio, similar a una espineta, pero con un teclado más extenso, y el órgano, seguramente un pequeño órgano de tubos como el representado en el frontispicio.
En esta obra, tras un prólogo y una breve introducción al método utilizado, Gonzalo de Baena presenta varias adaptaciones para tecla de música vocal preexistente, mayoritariamente religiosa. Algunas de las obras originales que adapta son suyas, otras son las de su hijo, a quien intenta destacar dentro de un grupo de diversos compositores europeos de renombre:
- De la escuela francoflamenca: Alexander Agricola, Antoine Brumel, Antoine de Févin, Firminus Caron, Jacob Obrecht, Johannes Ockeghem, Josquin des Prez, Loyset Compère y Mathieu Gascongne.
- De las escuelas íbericas: Cristóbal de Morales, Francisco de Peñalosa, Juan de Badajoz, Juan de Anchieta, Juan de Urrede, Juan García de Basurto y Pedro de Escobar.

A pesar de saberse de su publicación, no se conocía ningún ejemplar del mismo, por lo que la obra se daba por perdida. El hecho fue revisado en 1991, cuando se descubrió en la biblioteca del Palacio Real de Madrid una copia superviviente, aparentemente la última. Este descubrimiento fue catalogado como un acontecimiento de suma importancia para comprender la historia de la música europea.

### Lista de obras
| n.º | voces | folio | nombre                                     | tomo | compositor de la obra original                            |
| --- | ----- | ----- | ------------------------------------------ | ---- | --------------------------------------------------------- |
| 1   | 2vv   | 9r    | «Domine Deus»                              | 4.º  | Johannes Ockeghem                                         |
| 2   | 2vv   | 9v    | «Loysset. primeiro toõ»                    | 1.º  | Loyset Compère                                            |
| 3   | 2vv   | 9v    | «Loyset primeiro toõ»                      | 1.º  | Loyset Compère                                            |
| 4   | 2vv   | 10r   | «Crucifixus etiam pro nobis»               | 1.º  | Loyset Compère                                            |
| 5   | 2vv   | 10r   | «Et ascendit in celum»                     | 1.º  | Loyset Compère                                            |
| 6   | 2vv   | 10v   | «Et iterum venturus est cum gloria»        | 1.º  | Loyset Compère                                            |
| 7   | 2vv   | 11r   | «Pleni sunt»                               | 1.º  | Josquin des Prez (atrib. equivocadamente a Jacob Obrecht) |
| 8   | 2vv   | 11v   | «Benedictus»                               | 4.º  | Josquin des Prez                                          |
| 9   | 2vv   | 11v   | «Pleni sunt» (misa Hercules Dux Ferrariae) | 1.º  | Josquin des Prez                                          |
| 10  | 2vv   | 12v   | «Agnus Dei» (misa Ave maris stella)        | 1.º  | Josquin des Prez                                          |
| 11  | 2vv   | 13r   | «Kyrie eleison»                            | 4.º  | Francisco de Peñalosa                                     |
| 12  | 2vv   | 13r   | «Christe eleison»                          | 4.º  | Francisco de Peñalosa                                     |
| 13  | 2vv   | 13r   | «Kyrie eleison»                            | 8.º  | Francisco de Peñalosa                                     |
| 14  | 2vv   | 13v   | «Christe eleison»                          | 8.º  | Francisco de Peñalosa                                     |
| 15  | 2vv   | 13v   | «Quia fecit»                               | 6.º  | Juan de Urrede                                            |
| 16  | 2vv   | 14v   | «Esurientes implevit bonis»                | 6.º  | Juan de Urrede                                            |
| 17  | 2vv   | 15r   | [Escobar. octavo tono]                     | 8.º  | Pedro de Escobar                                          |
| 18  | 2vv   | 15v   | «Conditor alme syderum» (mano izquierda)   | 4.º  | ¿Gonçalo de Baena?                                        |
| 19  | 2vv   | 16r   | «Conditor alme siderum» (mano izquierda)   | 4.º  | ¿Gonçalo de Baena?                                        |
| 20  | 2vv   | 16v   | «Jesu nostra redemptio»                    | 1.º  | Gonçalo de Baena?                                         |
| 21  | 2vv   | 17v   | «Pleni sunt» (misa De plus en plus)        | 8.º  | Johannes Ockeghem                                         |
| 22  | 2vv   | 18r   | «Benedictus»                               | 8.º  | Jacob Obrecht                                             |
| 23  | 3vv   | 18v   | «Benedictus»                               | 5.º  | Josquin des Prez                                          |
| 24  | 3vv   | 19r   | «Benedictus»                               | 1.º  | Antonio de Baena                                          |
| 25  | 3vv   | 20r   | «Pleni sunt»                               | 1.º  | Josquin des Prez                                          |
| 26  | 3vv   | 20v   | «Benedictus»                               | 8.º  | Johannes Ockeghem                                         |
| 27  | 3vv   | 21r   | «Unica est columba mea»                    | 4.º  | Francisco de Peñalosa                                     |
| 28  | 3vv   | 22v   | «Si sumsero penas meas»                    | 8.º  | Jacob Obrecht (atrib. erróneamente a Alexander Agricola)  |
| 29  | 3vv   | 24v   | «Pleni sunt»                               | 8.º  | António de Baena                                          |
| 30  | 3vv   | 25r   | «In pace, in edipsum dormiam»              | 8.º  | Josquin des Prez                                          |
| 31  | 3vv   | 26r   | «Agnus Dei»                                | 4.º  | Mathieu Gascongne                                         |
| 32  | 3vv   | 27r   | «Mater patris»                             | 1.º  | Antoine Brumel (atrib. erróneamente a Loyset Compère)     |
| 33  | 3vv   | 29v   | «Ave maris stella»                         | 1.º  | Gonçalo de Baena                                          |
| 34  | 3vv   | 30r   | «Helas que pourra devenir»                 | 8.º  | Firminus Caron                                            |
| 35  | 3vv   | 31v   | «Si dedero»                                | 8.º  | Alexander Agricola (atrib. erróneamente a Jacob Obrecht)  |
| 36  | 3vv   | 32v   | «Pange lingua»                             | 5.º  | Juan de Badajoz                                           |
| 37  | 3vv   | 33r   | «Motete do cego» y vuelta                  | 1.º  | Alexander Agricola                                        |
| 38  | 3vv   | 38r   | «Congratulamini mihi omnes»                | 1.º  | Juan de Anchieta                                          |
| 39  | 3vv   | 39v   | «Agnus Dei»                                | 1.º  | Antoine de Févin                                          |
| 40  | 3vv   | 40r   | «Si dedero»                                | 8.º  | Gonçalo de Baena                                          |
| 41  | 4vv   | 41r   | «In diebus illis»                          | 8.º  | Cristóbal de Morales                                      |
| 42  | 4vv   | 42v   | «Et in terra» (misa Beata Virgine)         | 1.º  | Josquin des Prez                                          |
| 43  | 4vv   | 44r   | «Qui tollis» (misa Ave maris stella)       | 1.º  | Josquin des Prez                                          |
| 44  | 4vv   | 45r   | «Agnus Dei» (misa Fa re mi re)             | 1.º  | António de Baena                                          |
| 45  | 4vv   | 46v   | «Patrem omnipotentem»                      | 1.º  | Loyset Compère                                            |
| 46  | 4vv   | 48v   | «Kyrie eleison»                            | 8.º  | António de Baena                                          |
| 47  | 4vv   | 49r   | «Agnus Dei» (misa Hercules Dux Ferrariae)  | 1.º  | Josquin des Prez                                          |
| 48  | 4vv   | 50r   | «Clamabat autem mulier cananea»            | 6.º  | Pedro de Escobar                                          |
| 49  | 4vv   | 52v   | «Kyrie eleison»                            | 6.º  | António de Baena                                          |
| 50  | 4vv   | 53r   | «Deposuit potentes»                        | 1.º  | Juan García de Basurto                                    |
| 51  | 4vv   | 53v   | «Patrem omnipotentem»                      | 8.º  | Pedro de Escobar                                          |
| 52  | 4vv   | 55r   | «Christe eleison»                          | 6.º  | António de Baena                                          |
| 53  | 4vv   | 55v   | «Kyrie eleison»                            | 6.º  | Antonio de Baena                                          |
| 54  | 4vv   | 56r   | «Kyrie eleison»                            | 1.º  | Antonio de Baena                                          |
| 55  | 4vv   | 56v   | «Kyrie eleison de Nuestra Señora»          | 1.º  | ¿Gonçalo de Baena?                                        |
| 56  | 4vv   | 57r   | «Christe eleison de Nuestra Señora»        | 1.º  | ¿Gonçalo de Baena?                                        |
| 57  | 4vv   | 57r   | «Kyrie de Nuestra Señora»                  | 1.º  | ¿Gonçalo de Baena?                                        |
| 58  | 4vv   | 57v   | «Kyrie eleison de Nuestra Señora»          | 1.º  | ¿Gonçalo de Baena?                                        |
| 59  | 4vv   | 58r   | «Sanctus» (misa Sola la fare mi vida)      | 1.º  | Antonio de Baena                                          |
| 60  | 4vv   | 58v   | «Osanna» (misa Sola la fare mi vida)       | 1.º  | Antonio de Baena                                          |
| 61  | 4vv   | 59v   | «Sanctus» (misa La sol fa re mi)           | 4.º  | Josquin des Prez                                          |
| 62  | 4vv   | 60r   | «Pleni sunt»                               | 8.º  | Josquin des Prez                                          |
| 63  | 4vv   | 61r   | «Agnus Dei» (misa Ave maris stella)        | 1.º  | Josquin des Prez                                          |
| 64  | 4vv   | 61v   | «Patrem omnipotentem» (misa L'homme armé)  | 4.º  | Josquin des Prez                                          |
| 65  | 4vv   | 63v   | «Pleni sunt» (misa La sol fa re mi)        | 4.º  | António de Baena                                          |